# Minerva (statua)
La Minerva è una statua proveniente dal tempio di Atena, rinvenuta durante gli scavi archeologici dell'antica città di Stabiae, l'odierna Castellammare di Stabia e conservata al Museo archeologico di Stabia Libero D'Orsi.

## Storia e descrizione
La statua risale al III secolo a.C. e fu ritrovata nel 1984, nello stesso anno in cui venne scoperto il luogo della sua provenienza, ossia uno scarico votivo in località Privati, appartenente ad un tempio probabilmente dedicato ad Atena, come testimonia la stessa statua: restaurata in quanto ridotta in frammenti, venne conservata all'interno dell'Antiquarium stabiano e poi al Museo archeologico di Stabia Libero D'Orsi
La statua è realizzata in argilla marrone mediante l'utilizzo di due stampi, uno anteriore e l'altro posteriore: anche se restaurata restano comunque segni di scheggiature ed abrasioni ed è particolarmente rovinata alla base. La figura femminile che raffigura Minerva, indossa un chitone senza maniche, con cintura alla vita ed apoptygma più lungo sui fianchi, mentre sul petto si intravede l'egida; tutta la statua sembra poggiare il peso sulla gamba sinistra, mentre quella destra è nell'atto di avanzare leggermente in avanti: la mano destra messa sull'anca, mentre quella sinistra regge uno scudo, con al centro il volto di Gorgone, poggiato sia a terra che alla gamba. Il capo, leggermente inclinato, è sovrastato da un elmo con polos ed al di sotto si notano pochi capelli, più visibili ai lati del viso: alle orecchie sono posti orecchini a pastiglia, mentre il volto, dalla forma ovale, denota una certa accuratezza nella fattura; la parte anteriore della statua è completamente liscia.